# Пвето
Пвето (фр. Pweto) — город на юго-востоке Демократической Республики Конго, в провинции Катанга.

## История
Пвето был сценой решающей битвы декабря 2000 года в ходе Второй конголезской войны, которая заставила обе стороны конфликта принимать больше усилий для достижения мира. В ходе войны инфраструктура города и прилегающих районов была почти полностью разрушена.

## География
Находится на северной оконечности озера Мверу, на границе с Замбией, на высоте 951 м над уровнем моря. Река Лувуа вытекает из озера Мверу сразу к западу от Пвето и течёт на север вплоть до слиянием с рекой Луалаба у городка Анкоро. К западу от Пвето простирается горный хребет Митумба, разделяющий озеро Мверу и бассейн реки Конго. Лувуа — единяственная река, прорезающая этот хребет. К востоку и северу от города простирается плодородная равнина.
Средняя годовая температура в районе города составляет 23 °C. Годовая норма осадков — 1080 мм, наиболее дождливый месяц — декабрь. Самый жаркий месяц — октябрь, дневные максимумы достигают 34 °C; наиболее прохладный месяц — июль, его средняя температура составляет 20 °C.

## Население
Население по данным на 2012 год составляет 26 070 человек.

## Экономика и транспорт
Основу экономики Пвето составляет рыболовство в водах озера. Важную роль играет также сельское хозяйство, основными продуктами которого являются маниок, просо, кукуруза, арахис и батат.
Обслуживается аэропортом Пвето, который находится к западу от города.